# Proteonella
Proteonella es un género de foraminífero bentónico considerado un sinónimo posterior de Lagenammina de la subfamilia Saccammininae, de la familia Saccamminidae, de la superfamilia Saccamminoidea, del suborden Saccamminina y del orden Astrorhizida. Su especie tipo era Reophax difflugiformis. Su rango cronoestratigráfico abarcaba el Holoceno.

## Discusión
Clasificaciones previas incluían Proteonella en la superfamilia Astrorhizoidea, así como en el suborden Textulariina del orden Textulariida.

## Clasificación
Proteonella incluía a las siguientes especies:
- Proteonella alta, aceptado como Lagenammina alta
- Proteonella difflugiformis, aceptado como Lagenammina difflugiformis
- Proteonella magna, aceptado como Lagenammina magna
- Proteonella minuta, aceptado como Lagenammina minuta
- Proteonella rhombiformis, aceptado como Lagenammina rhombiformis